# گربه (فیلم ۲۰۲۰)
گربه (به انگلیسی: the cat) یک انیمیشن کوتاه سیاه و سفید به کارگردانی مری آپیک و محصول کشور ایالات متحده آمریکا است. کارگردان سعی نموده که شرایط کنونی جامعه ایران را در طول این انیمیشن کوتاه نشان دهد. این فیلم کوتاه به‌عنوان یکی از نامزدهای قابل‌قبول برای بخش انیمیشن کوتاه اسکار مطرح شد، اما در نهایت این اتفاق نیفتاد.